# GNOME Office
GNOME Office（グノーム・オフィス）はGNOME環境における自由ソフトウェアのオフィススイート。
- AbiWord ワードプロセッサー
- Evince ドキュメントビューア
- Evolution グループウェア＆メールソフト
- Gnumeric 表計算ソフト
- Inkscape ベクトル画像編集ソフト
- Ease プレゼンテーションソフト
- GNOME-DB データベースソフト